# Prospalta funesta
Prospalta funesta är en fjärilsart som beskrevs av Walker 1865. Prospalta funesta ingår i släktet Prospalta och familjen nattflyn. Inga underarter finns listade i Catalogue of Life.